# OpenEdition Books
OpenEdition Books est une plateforme d'édition électronique de livres en sciences humaines et sociales initiée par OpenEdition (Centre pour l'édition électronique ouverte). Le projet est une initiative publique financée par le CNRS, l'EHESS, l'Université d'Avignon, la Bibliothèque scientifique numérique et l'Agence nationale de la recherche . Il s'ajoute à OpenEdition Journals, Calenda et Hypothèses.
La plateforme est inaugurée en 2013.

## Description
Selon le site, « la plateforme valorise le traitement de toutes les aires culturelles, de toutes les périodes, et des grandes langues scientifiques. L’ambition d’OpenEdition Books est résumée en une formule : “Comprendre le monde dans toutes les langues” » et précise qu'elle sera « enrichie chaque année de 2000 livres supplémentaires. » . 
Le portail présente plusieurs particularités :
- une politique d'accès ouvert à au moins 50 % des ouvrages.
- une valorisation des ouvrages dans des formats « ebooks » habituels (PDF et Epub) mais également en HTML. En cela, OpenEdition Books s'inscrit dans une philosophie « web » qu'avait déjà engagé Cyberthèses, le portail de thèses de l'université Lyon 2[4].
- un modèle économique s'appuyant sur le modèle du freemium, modèle qui est actuellement peu courant dans l'édition électronique, en dehors de l'exception notable du New York Times[5]
- les ouvrages sont sélectionnés par un conseil scientifique [6]

En novembre 2013, la plateforme propose 912 livres de 26 éditeurs différents, essentiellement des presses universitaires. Les pays d'édition sont la France, la Belgique, la Suisse, la Hongrie, l'Angleterre, l'Italie, le Nigéria, le Liban, le Mexique, le Pérou .
En juin 2016, la plateforme propose près de 2800 ouvrages émanant d'une cinquantaine d'éditeurs.